# Sunitas (povo)

Fronteira romano-persa entre os séculos IV-VII

Sunitas (em latim: Sunitae; em armênio/arménio: Սիւնիք; romaniz.: Siwnik’) foram um povo de origem armênia mencionados no século VI principalmente durante as guerras entre o Império Bizantino e o Império Sassânida. São praticamente desconhecidos nas fontes ocidentais, embora se saiba que habitavam a borda oriental da Armênia.
Os sunitas lutaram ao lado dos persas sassânidas e forneceram principalmente efetivos de cavalaria, geralmente mais leve que aqueles da cavalaria sassânida, composta principalmente por catafractários, que era paga a abastecida pelo império, tal como os povos vizinhos. Eles são mencionados na derrota persa de 530 na batalha de Satala.